# Stephen Chatman
Stephen Chatman (* 28. Februar 1950 in Farbault/Minnesota, Vereinigte Staaten) ist ein kanadischer Komponist und Musikpädagoge.

## Leben
Chatman studierte am Oberlin College bei Joseph R. Wood und Walter E. Aschaffenburg  und bei Ross Lee Finney, Leslie Bassett und William Bolcom und Eugene Kurtz an der University of Michigan. Mit einem Fulbright-Hays-Stipendium studierte er 1973 bei Karlheinz Stockhausen an der Musikhochschule Köln. 1974, 1975 und 1976 gewann er jeweils einen BMI Student Composer Award, 1975 einen Preis des National Institute of Arts and Letters und 1976 ein Forschungsstipendium des National Endowment for the Arts.
Seit 1976 unterrichtet Chatman Komposition und Orchestration an der University of British Columbia (UBC). Er leitet die Abteilung Komposition an der Musikschule der Universität und ist stellvertretender Direktor des Ensembles für neue Musik Contemporary Players. Er prägte hier eine Generation kanadischer Komponisten und war Lehrer u. a. von Mark Armanini, Howard Bashaw, Rolf Boon, Glenn Buhr, John Burge, Paul Cram, Neil Currie, Arne Eigenfeldt, John Estacio, Peter Hatch, Melissa Hui, John Korsrud, Jacqueline Leggatt, Brent Lee, Grace Lee, Ramona Luengen, Michael Maguire, Mark Mitchell, Jocelyn Morlock, Larry Nickel, John Oliver, Bob Pritchard, Laurie Radford, Douglas Schmidt, Paul Steenhuisen, Brian Tate, Peter Togni, Neil Weisensel und Rui-shi Zhuo.
1988–89 war Chatman Composer in Residence von British Columbia, 2004 Composer in Residence des National Youth Orchestra of Canada. 2003 reiste er im Rahmen eines Austauschprogramms zwischen Kanada und China nach Peking und Shanghai. Als Komponist erhielt er Aufträge u. a. vom Madison Symphony Orchestra, dem Edmonton Symphony Orchestra, der Guitar Society of Toronto, dem Canadian Chamber Ensemble, dem Windsor Symphony Orchestra, der CBC, vom Vancouver Chamber Choir, den Vancouver Cantata Singers und dem Toronto Symphony Orchestra. 2004 erhielt er den Dorothy Somerset Award for Performance and Development in the Visual and Creative Arts der UBerC. 2005, 2006 und 2010 erhielt er bei den Western Canadian Music Awards Preise für die beste klassische Komposition des Jahres. 2007 und 2010 war er in der gleichen Kategorie für einen Juno Award nominiert. 2012 wurde er als Member des Order of Canada geehrt.

## Werke
- Three Songs für Tenor und Klavier, Texte von Chan Chiu-ling und Li Tuan, 1969
- Seven Songs for Soprano and Piano nach alten japanischen Gedichten, 1971
- Wild Cat für Flöte solo, 1971, 1974
- Four Preludes für präpariertes Klavier, 1972
- O Lo Velo! für Altsaxophon und Perkussion, 1973
- On the Contrary für Klarinette, Flöte, Fagott, Vibraphon, Perkussion, Celesta und Cello, 1974
- Dandy Man für Sopran oder Alt und Flöte, Text von Jurgen Dankleff, 1974
- Hesitation für Violine und Celesta oder Klavier, 1975
- Occasions für Orchester, 1975–77
- Northern Drones für Violine und Perkussion, 1976
- Quiet Exchange für Altsaxophon oder Klarinette und Perkussion, 1976
- Whisper, Rachel für Altsaxophon und Cembalo, 1976
- Amusements, Buch 1–3, für Klavier, 1976
- Slink für Flöte solo, 1977
- Outer Voices für Flöte, Bassklarinette, Altsaxophon, Perkussion, Celesta, Gitarre, Harfe und Tonband, 1978
- Grouse Mountain Lullaby für Orchester, 1978
- Five Scenes for Flute (Piccolo) and Guitar, 1978
- Grouse Mountain Lullaby für Concert Band, 1979
- Bittersweet Rag für Klavier, 1979
- Fleeting Thoughts für Sologitarre, 1980
- Nocturne für Flöte, Violine, Viola und Cello, 1980
- Screams and Whimpers für Saxophonquartett, 1980
- Variations on Home On the Range für zwei Violinen, Viola und Cello, 1980
- Gossamer Leaves für Klarinette und Klavier, 1981
- Black and White Fantasy für Klavier, 1981
- Shadow River für Sopran, Altflöte, Englischhorn, Bassklarinette, Horn und Fagott, Text von E. Pauline Johnson, 1981
- Fanfare für drei Trompeten und drei Posaunen, 1982
- Crimson Dream für Orchester, 1983
- Douce Bordure für Bassklarinette, Vibraphon und Harfe, 1984
- Dionysus Für Klarinette, Perkussion, Klavier und Tänzer, 1984
- Twenty Moods of Emily für Flöte, Oboe, Klarinette und Horn, 1985
- The Song of Solomon / Le cantique des cantiques für hohe oder mittlere Stimme und Orchester, 1986
- Mirage für Orchester, 1987
- Lo In a Manger für vierstimmigen gemischten Chor und Orchester, Texte von Stephen Chatman und Gregory Butler, 1987
- Variations on a Canadian Folk Song für zwei Klaviere und Orchester, 1988
- Cycles für Flöte, Klarinette, Perkussion, Klavier, Harfe, Violine, Viola, Cello und Kontrabass, 1988
- Quintet for Clarinet and Strings, 1988
- You Are Happy für Alt und Klavier, Text von Margaret Atwood, 1988
- Music for Two Alto Saxophones, 1989
- Night Awakening für Instrumentalensemble, 1989
- Piano Concerto, 1990
- The Greatest of These Is Love für vierstimmigen gemischten Chor und Orchester, 1990
- Creatures of Earth and Sky für Harfe solo, 1991
- Dream Fantasy für Oboe, Klarinette und Orchester, 1992
- Bells Over Deep Cove für MIDI Keyboard, 1993
- Fantasies für Klavier, 1993
- Five Songs for Soprano and Piano, Texte von Miriam Waddington, 1993–95
- Music for Cello and Piano, 1994
- Walnut Grove Suite, 1995
- In Memoriam Harry Adaskin für Violine und Klavier, 1995
- Escapades: Books 1 and 2 für Klavier, 1995
- Blues & Bells, Klavierduette, 1996
- Prairie Dawn Concerto for Clarinet and String Orchestra with Harp, 1998
- In Flanders Fields für vierstimmigen gemischten Chor und Orchester, Text von John McCrae, 1998, 2012
- Fanfare for a Cold Land für Orchester, 1999
- Tara's Dream für Orchester, 1999
- Preludes for Piano, Buch 1–4, 1999–2001
- Blackwell Suite für Flötenensemble, 2000
- Trio für Klarinette, Violine und Klavier, 2001
- Proud Music of the Storm für großen vierstimmigen gemischten Chor und Orchester, Text von Walt Whitman, 2001-02
- Per Aspera ad Astra für zwei Violinen, Viola und Cello, 2002
- Tender Heart für Klavier, 2002
- Away! für Klavier, 2002–2003
- Sports für Klavier, 2002–2003
- British Columbia Suite für Klavier, 2002–06
- Over Thorns to Stars für Orchester, 2003
- Lawren S. Harris Suite für zwei Violinen, Viola, Cello und Klavier, 2003
- From Pent-up Aching Rivers für Violine und Cello, 2005
- Rustic Scenesfür Violine und Klavier, 2005
- Varley Suite für Violine oder Viola solo, 2005
- To the Garden the World für Altsaxophon und Klavier, 2006
- Will there really be a morning? für Sopran und Klavier, Text von Emily Dickinson, 2006
- Concerto for Clarinet, Violin, and Orchestra, 2007
- Earth Songs für großen vierstimmigen gemischten Chor und Orchester (Texte aus der Genesis, von George McWhirter, Robert Stephen Hawker, Zhang Jiuling, Stephen Chatman, Walt Whitman), 2007–08
- Hail, UBC für Klavier, 2007
- Mountain Spirit für Klavier, 2008
- Pender Harbour Suite für Violine, Cello und Klavier, 2009
- Magnificat für vierstimmigen gemischten Chor, Solosopran und Streichorchester, 2010
- Peace für drei- oder vierstimmigen gemischten Chor, Klavier und Streichorchester, 2010
- Love Songs für hohen Bariton und Klavier oder für Bariton, Violine, Cello und Klavier, Texte von Tara Wohlberg, 2010
- The Ruba'iyat of Omar Khayyam für vierstimmigen gemischten Chor und interkulturelles Orchester, 2012
- A Song of Joys für vierstimmigen gemischten Chor und Orchester nach Gedichten von Walt Whitman, 2013–2014
- Choir Practice, A Comic Opera in One Act, Libretto von Tara Wohlberg, 2013–2015
- Etudes, Book 1 for Piano Solo, 2015
- Concertino for Horn and String Orchestra, 2017
- Six Preludes für Altsaxophon und Klavier, 2018
- Blow, Blow, Thou Winter Wind für vierstimmigen gemischten Chor und Orchester nach Texten von William Shakespeare, 2019
- Courage für Horn, 2020
- Dancing Winds für Flöte, Oboe, Klarinette, Horn und Fagott, 2022
- Garibaldi Suite für Klarinette, Viola und Klavier, 2023